# Carlo Leopoldo Conighi

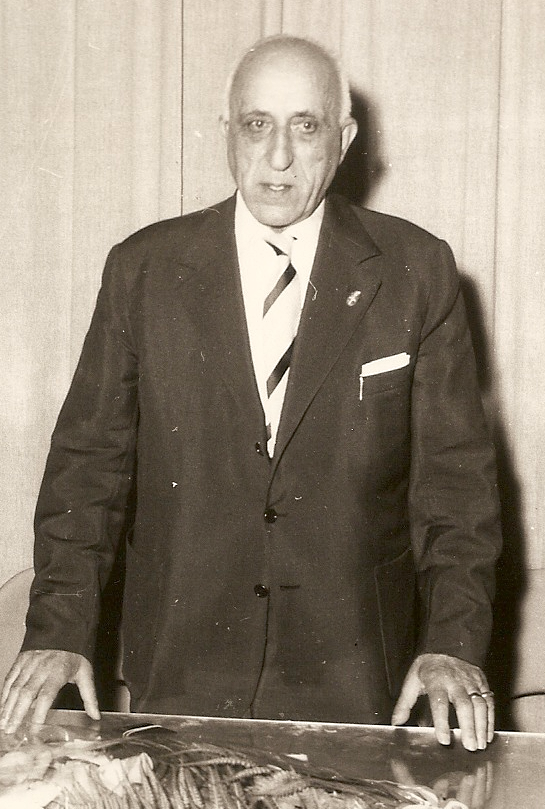
Carlo Leopoldo Conighi, 1960

Carlo Leopoldo Conighi (Trieste, 4 luglio 1884 – Udine, 5 gennaio 1972) è stato un architetto italiano.

## Biografia

### Gioventù
Carlo Leopoldo Conighi, detto “Juniore” per differenziarlo dal padre omonimo, era nato a Trieste nel 1884 da Carlo Alessandro Conighi, ingegnere, e da Elisa Ambonetti. La famiglia si trasferì a Fiume per lavoro.
Studiò a Trieste e, dal 1899 al 1902, lavorò nei cantieri aperti in Abbazia, sotto la direzione del “costruttore edile autorizzato” Federico Coretti. Fu “praticante edile” presso il costruttore Mario Mosco di Trieste, fino al 1906.
Superò l'esame di abilitazione nel 1905, presso la Imperial Regia Scuola Industriale Superiore di Trieste.

### Tra l'Architettura e Mazzini
Dal 1906 al 1912 fu “dirigente ai lavori” nella ditta paterna a Fiume, per l'edificazione di diciassette case operaie nella zona di Torretta, sobborgo di Fiume, su commissione della “Società anonima per la costruzione dei quartieri popolari”. Diresse i lavori per la costruzione di vari palazzi a Fiume, tra i quali: Casa Penso, Casa Dettelbach, Casa Firmi e quella dell'amministrazione dell'Oleificio ungherese.
Si dedicò anche all'attività politica, infatti, il 30 novembre 1908, fu eletto nel consiglio del circolo “La Giovine Fiume”, che si ispirava a Mazzini.
Il 19 maggio 1910 si sposa con Amalia Rassmann, di origine boema, che gli diede tre figli: Carlo Ferruccio (Fiume 1912-Roma 1998), Carlo Enrico Edoardo (Fiume 1914-Ferrara 1995) e Helga Maria (Fiume 1923-Udine 2000).

### L'irredentismo
Durante la Prima guerra mondiale fu inquadrato nell'esercito austro-ungarico con funzioni di artigliere, mentre i due fratelli più giovani, Giorgio Alessandro e Cesare Augusto, scappati verso l'Italia, si arruolarono nell'esercito italiano.
Dal 1919 al 1922 fu con i legionari fiumani, partecipando alle attività dello Stato Libero di Fiume. Fu cassiere della sezione di Fiume de “La Giovine Italia”. Dal 28 novembre 1928 risultò iscritto in qualità di Baumeister (costruttore edile) nell’Elenco speciale supplementare e transitorio degli architetti di Fiume. In seguito fu assunto nelle ferrovie di Fiume.

### L'esodo e l'ANVGD
Dopo l'esodo, nel 1946, riparò a Udine con la famiglia. In quel frangente si interessò al mondo degli esuli, con la Lega Fiumana, di cui fu presidente onorario e con l'Associazione Nazionale Venezia Giulia e Dalmazia (ANVGD), di cui assunse la presidenza onoraria del Comitato di Udine, dopo esserne stato alla conduzione diretta dal 1948 al 1954. A Udine funzionò il Centro di Smistamento Profughi di via Pradamano, vicino a Porta Aquileia, dal 1947 al 1960; da tale centro di smistamento passarono oltre centomila esuli;

L'architetto Conighi si occupò, dal 1958 al 1960, in qualità di direttore dei lavori, della costruzione del monumento a D'Annunzio a Ronchi dei Legionari. L'opera, su progetto di Vincenzo Fasolo, fu installata a Monfalcone, perché l'amministrazione social-comunista di Ronchi dei Legionari non la voleva. Claudio Magris ha scritto: Ronchi non ha elevato a D'Annunzio alcun monumento, che è stato invece innalzato, forse per dispetto, dai monfalconesi a pochissimi metri dal cartello che indica il confine tra Ronchi e Monfalcone. Quis contra nos, sta scritto sul monumento.
L'architetto Conighi morì a Udine il 5 gennaio 1972.